# Topolovka růžová
Topolovka růžová (Alcea rosea) je rostlina z čeledi slézovité. Je to dvouletá nebo vytrvalá bylina, kvetoucí od července do září vysokými květenstvími nápadných květů. Topolovka růžová je v České republice v různých zahradních formách běžně pěstována jako okrasná rostlina a je používána jako léčivka.

## Popis
Topolovka růžová je dvouletá nebo krátce vytrvalá bylina, dožívající se stáří od dvou do pěti let. V prvním roce vytváří pouze přízemní růžici listů, květonosná lodyha se tvoří až druhým rokem. Lodyha je přímá, většinou nevětvená, vysoká 1,2 metru až 3 metry. U starších rostlin často vyrůstá od země více lodyh. Listy jsou dlanitě laločnaté, dlouze řapíkaté, mírně vrásčité. Květy vyrůstají jednotlivě nebo řidčeji až po třech v paždí listů. Kalich je pětičetný, 27 až 32 mm dlouhý. Kališní lístky jsou do třetiny srostlé, cípy jsou trojúhelníkovitě vejčité. Kalíšek je tvořen šesti až osmi asi do poloviny srostlými lístky. Koruna je bílá, růžová, červená, purpurová až tmavě hnědofialová. Korunní lístky jsou trojúhelníkovité, 5 cm až 6 cm dlouhé, na vrcholu lehce vykrojené a k bázi se zužující. Některé pěstované formy mají korunní lístky pomnožené. Tyčinky jsou srostlé do trubičky. Poltivé plody se za zralosti rozpadají na 20 až 40 ledvinovitých plůdků.

## Rozšíření
Původní areál topolovky růžové není znám. Za oblast původu je pokládáno okolí Egejského moře a přilehlá část Balkánského poloostrova. Dnes je pěstována v různých zemích světa a nezřídka zde zdomácňuje, např. v jižní Francii či Itálii.

## Synonyma
Pro druh je používán EPPO kód ALGRO.
V minulosti byl rod topolovka (Alcea) vřazován do rodu proskurník (Althaea), odtud pochází i starší název proskurník topolovka (Althaea rosea). Další synonyma jsou Alcea ficifolia, Althaea chinensis, Althaea biennis aj.

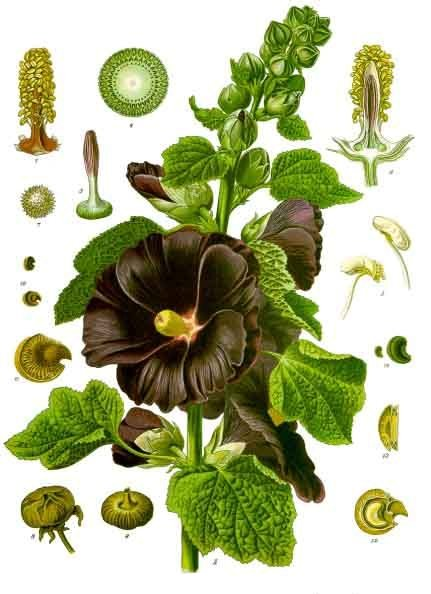
Popisný obrázek, kultivar s tmavými květy.

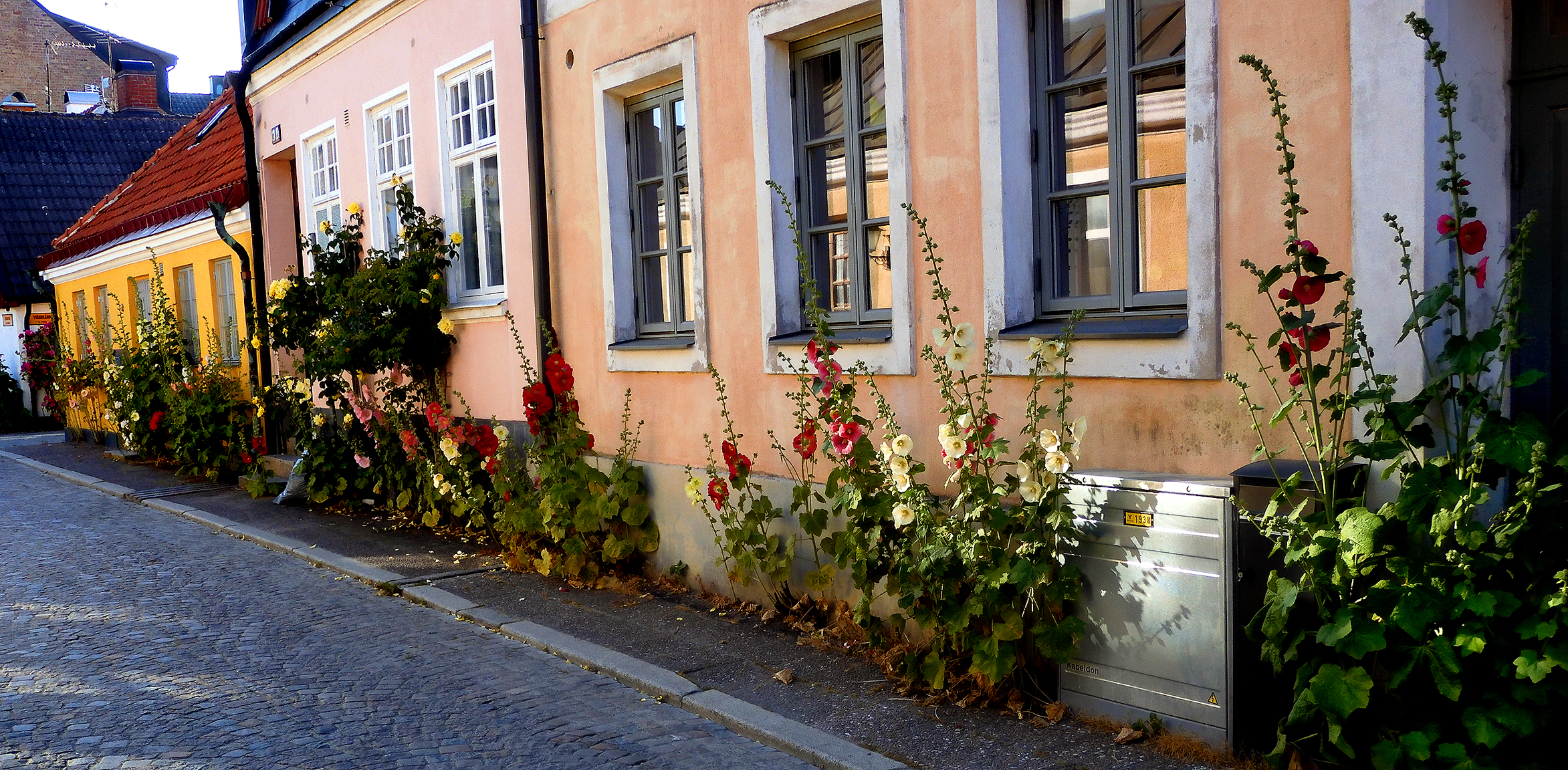
Alcea rosea.

## Použití
Topolovka je pěstována jako okrasná rostlina již od 16. století. Zahradní formy mají nejrůznější barvy květů, mohou být plnokvěté či poloplnokvěté, květy mohou být různě skvrnité, pruhované či žíhané nebo roztřepené.
Pro své výrazné květenství se vysazuje do ozdobných skalek a záhonů, předzahrádek s dalšími trvalkami, kde vynikne. Topolovka růžová může být vysazována jako solitéra, může být dekorativní v době květu v některých sadovnických kompozicích.
Květ topolovky se sbírá jako léčivá droga (Flores malvae arboreae). Za nejhodnotnější z léčivého hlediska jsou pokládány formy s tmavými květy, zejména široce rozšířený kultivar 'Nigra'. Droga obsahuje zejména slizy, třísloviny a antokyanové glykosidy. Působí protizánětlivě a mírně projímavě. Používá se ve formě macerátu zejména při zánětu průdušek a při chronických zánětech v trávicí soustavě, kde tlumí dráždění. Má jemné působení a je vhodná pro použití v pediatrii a geriatrii. Barvivo z květů je používáno v potravinářství a likérnictví.

### Pěstování
Vyžaduje výsluní a dostatečně vlhkou půdu, ale snese i polostín a půdu bez zálivky. Rozmnožuje se semeny, která si udrží klíčivost asi 3 roky. Bývá napadána houbovými chorobami a škůdci.